# Banana (Queensland)
Pour les articles homonymes, voir Banana.
Banana est une localité australienne située dans la zone d'administration locale du même nom au Queensland.

## Géographie
Banana est située dans le Queensland central, à l'intersection des Dawson et Leichhardt Highways et à 45 km à l'ouest de Biloela.

## Histoire
Le nom de la ville, attribué dans les années 1860, vient de la couleur d'une race de taureaux utilisée localement par les fermiers.
En 1879, Banana devient le siège d'une division administrative, devenue un comté le 31 mars 1903, et le demeure jusqu'en 1930, quand elle remplacée par Rannes.

## Démographie
| 2011 | 2016 | 2021 |
| ---- | ---- | ---- |
| 377  | 356  | 348  |